# Kuttenschloss
Das Kuttenschloss, auch als Turmhügel Martinsreuth bekannt, war ein befestigtes Gebäude nordnordöstlich von Martinsreuth auf dem Gebiet der kreisfreien Stadt Hof in Oberfranken.

## Lage und Aussehen
Der Standort des ehemals befestigten Gebäudes nahe der Ortschaft Martinsreuth gehört zum Einzugsbereich der Stadt Hof. Das  Areal liegt am Waldrand an der ehemaligen Bundesstraße 2 von Konradsreuth nach Hof. Der Standort ist nicht ausgeschildert. Es ist als Bodendenkmal Nummer D-4-5737-0025: Mittelalterlicher Turmhügel geschützt. Das Gelände ist stark bewachsen, es sind lediglich Bodenunebenheiten erkennbar. Im Jahr 1926 wurde das Gelände teilweise untersucht, der Verbleib der dabei aufgefundenen Keramikscherben ist nicht bekannt. Das Gebäude lag an einem Sporn, der leicht nach Westen zu einer feuchten Niederung eines Baches abfiel. Es soll nach einer Beschreibung aus dem Jahr 1933 von einem quadratischen Graben mit 23 Meter Seitenlänge umgeben gewesen sein. An der Außenseite des Grabens befanden sich an zwei Seiten noch Wallreste. Nach 1933 wurde das Gelände fast vollständig eingeebnet.

## Theorien über die Art des Gebäudes
In der Standardliteratur wird bei der Anlage von einer Burg (Turmhügelburg, Motte) ausgegangen, dazu gibt es aber als Anhaltspunkte lediglich die beschriebenen Spuren eines bewehrten Gebäudes, aber keine schriftlichen Quellen.
Nach Norbert Goßler handelte es sich bei dem Kuttenschloss um ein befestigtes Lagergebäude des Hofer Spitals, das in der unmittelbaren Umgebung Tagebergbau betrieben hatte. Die Flurnamen, die mit Kutte oder Kaute in Verbindung stehen, zeugen noch davon. Kutte steht allgemein für Überklauben und Nachsuchen, Überarbeiten von Halden und Rücklässen nach mineralischen Rohstoffen. Demnach dürfte das Gebäude Mitte des 14. Jahrhunderts errichtet worden und im 15. Jahrhundert verfallen sein.